# Episodi di Mary Tyler Moore (terza stagione)
La terza stagione della serie televisiva Mary Tyler Moore è stata trasmessa in anteprima negli Stati Uniti d'America dalla CBS tra il 16 settembre 1972 e il 3 marzo 1973.
| nº | Titolo originale                               | Titolo italiano | Prima TV USA      | Prima TV Italia |
| -- | ---------------------------------------------- | --------------- | ----------------- | --------------- |
| 1  | The Good-Time News                             |                 | 16 settembre 1972 |                 |
| 2  | What Is marzo Richards Really Like?            |                 | 23 settembre 1972 |                 |
| 3  | Who's in Charge Here?                          |                 | 30 settembre 1972 |                 |
| 4  | Enter Rhoda's Parents                          |                 | 7 ottobre 1972    |                 |
| 5  | It's Whether You Win or Lose                   |                 | 14 ottobre 1972   |                 |
| 6  | Rhoda the Beautiful                            |                 | 21 ottobre 1972   |                 |
| 7  | Just Around the Corner                         |                 | 28 ottobre 1972   |                 |
| 8  | But Seriously, Folks                           |                 | 4 novembre 1972   |                 |
| 9  | Farmer Ted and the News                        |                 | 11 novembre 1972  |                 |
| 10 | Have I Found a Guy for You                     |                 | 18 novembre 1972  |                 |
| 11 | You've Got a Friend                            |                 | 25 novembre 1972  |                 |
| 12 | It Was Fascination, I Know                     |                 | 2 dicembre 1972   |                 |
| 13 | Operation: Lou                                 |                 | 9 dicembre 1972   |                 |
| 14 | Rhoda Morgenstern: Minneapolis to New York     |                 | 16 dicembre 1972  |                 |
| 15 | The Courtship of Mary's Father's Daughter      |                 | 23 dicembre 1972  |                 |
| 16 | Lou's Place                                    |                 | 6 gennaio 1973    |                 |
| 17 | My Brother's Keeper                            |                 | 13 gennaio 1973   |                 |
| 18 | The Georgette Story                            |                 | 20 gennaio 1973   |                 |
| 19 | Romeo and Mary                                 |                 | 27 gennaio 1973   |                 |
| 20 | What Do You Do When the Boss Says 'I Love You' |                 | 3 febbraio 1973   |                 |
| 21 | Murray Faces Life                              |                 | 10 febbraio 1973  |                 |
| 22 | Remembrance of Things Past                     |                 | 17 febbraio 1973  |                 |
| 23 | Put on a Happy Face                            |                 | 24 febbraio 1973  |                 |
| 24 | Mary Richards and the Incredible Plant Lady    |                 | 3 marzo 1973      |                 |